# Nowa Wieś (powiat moniecki)
Nowa Wieś – wieś w Polsce położona w województwie podlaskim, w powiecie monieckim, w gminie Trzcianne.
W latach 1975–1998 miejscowość należała administracyjnie do województwa łomżyńskiego.
Według Powszechnego Spisu Ludności z 1921 roku kolonię zamieszkiwało 767 osób, wśród których 762 było wyznania rzymskokatolickiego, a 5 mojżeszowego. Jednocześnie 762 mieszkańców zadeklarowało polską przynależność narodową a 5 żydowską. Było tu 132 budynków mieszkalnych.
Wierni kościoła rzymskokatolickiego należą do parafii św. Apostołów Piotra i Pawła w Trzciannem.